# Pelosos
En el Legendarium creado por J. R. R. Tolkien y en la novela El Señor de los Anillos, los pelosos (en el original inglés: Harfoots) son una subraza de hobbits originarios de la Comarca.

## Descripción
Eran el grupo más numeroso y se caracterizaban por tener la piel más oscura y un cuerpo más pequeño y robusto, no usaban calzado y sus pies estaban cubiertos de vellos muy resistentes. No así su cara, que era lampiña aunque de cejas pobladas.
Les gustaban las tierras altas y las colinas, por lo que siempre vivieron en cuevas y túneles, siendo buenos amigos de los enanos.  

## Historia
Originalmente vivían en las estribaciones de las Montañas Nubladas, en los valles del río Anduin, entre el Gladio y la región que más adelante se conocería como el Aguilero o la Gran Repisa, cercana al Paso Alto. 
Fue el primero de los pueblos hobbits en desplazarse hacia el oeste. Cruzaron el Paso Alto alrededor del año 1050 de la Tercera Edad del Sol, instalándose temporalmente en las tierras cercanas a las Colinas del Viento. Cerca del 1300 T. E. acabaron instalándose en el pueblo de Bree. 
En Eriador fueron conocidos por los dúnedain del Norte, que les dieron el nombre de perianath, palabra sindarin que significa en lengua común «medianos». Consideraban a sus hermanos los albos como mejores y más capacitados, por lo que eligieron a muchos de ellos como sus jefes y muchos de estos les condujeron en todo su periplo.